# Vol Provincetown-Boston Airlines 1039
Le 6 décembre 1984, un Embraer EMB 110 effectuant le vol Provincetown-Boston Airlines 1039, un vol régional régulier entre l'aéroport international de Jacksonville et l'aéroport international de Tampa s'est écrasé peu après le décollage à Jacksonville, aux États-Unis, ne laissant aucun survivant parmi les treize passagers et membres d'équipage à bord.

## Avion et équipage
L'appareil impliqué est un bi-turbopropulseur de type Embraer EMB 110, immatriculé N96PB, qui a été acheté et exploité par Provincetown-Boston Airlines (en), une compagnie aérienne régionale basée à Provincetown, dans le Massachusetts, en octobre 1981. Le jour de l'accident, il cumule 5 662 heures de vol et 7 858 cycles de vol (décollage/atterrissage).
Le commandant de bord Thomas Ashby, 34 ans, a été embauché par Provincetown-Boston Airlines en 1974. Au moment de l'accident, il cumule environ 10 000 heures de vol, dont environ 400 heures sur EMB 110. 
Le copilote Louis Fernandez, 25 ans, a été embauché par la compagnie aérienne en 1984. Il cumule environ 3 000 heures de vol, dont 500 heures sur EMB 110.

## Accident
À 18h12, le vol 1039 a été autorisé à décoller de la piste 31 de l'aéroport international de Jacksonville. À 18h13, alors que l'appareil s'élève au-dessus de l'extrémité de la piste et qu'il franchit 600 pieds (182 mètres) en montée, l'équipage reçoit l'ordre de la tour de contrôle d'effectuer un changement de fréquence radio.
Trente secondes plus tard, des témoins au sol ont vu l'avion entamer une descente à grande vitesse près du prolongement de l'axe de piste 31, ayant entraîné une rupture partielle du fuselage arrière et de l'empennage de l'appareil.
À 18h14, l'EMB 110 s'écrase à 2,4 kilomètres de l'extrémité de la piste 31. La violence du choc pulvérise l'appareil et un incendie se déclenche immédiatement après l'accident. Les onze passagers et deux membres d'équipages ont tous été tués sur le coup.

## Enquête
Le Conseil national de la sécurité des transports américain (NTSB) a déterminé que la cause principale de cet accident est un dysfonctionnement des gouvernes de profondeur ou du compensateur de la gouverne de profondeur, qui a entraîné une perte de contrôle du tangage de l'avion. 
La réaction de l'équipage pour corriger le problème de commande de tangage a surchargé la tige de commande de la gouverne de profondeur gauche, ce qui a entraîné une asymétrie au niveau du tangage de l'appareil et une défaillance excessive de la structure du stabilisateur horizontal, qui a fini par se détacher en plein vol. 
L'enquête n'a pas été en mesure de déterminer précisément le dysfonctionnement ayant affecté le système de contrôle des gouvernes.